# Оливер, Дэниел
Дэниел Оливер (6 февраля 1830 — 21 декабря 1916) — английский ботаник.
С 1853 года член Линнеевского общества, 1893 году награждён медалью Линнея. В 1863 году он был избран членом Королевского общества, в 1884 году был награждён Королевской медалью с формулировкой «За исследования по систематике растений, и большой вклад в ботаническую таксономию» Англ..

## Биография
Дэниел Оливер родился 6 февраля 1830 года в Ньюкасле в семье квакеров Джейн и Эндрю Оливер.
С 1858 года он начал работать в Королевских ботанических садах в Кью. Был библиотекарем в гербарии в 1860—1890 годах и хранителем библиотеки и гербария в 1864—1890 годах. Дэниел Оливер был также профессором ботаники в Университетском колледже Лондона в 1861—1888 годах.
В 1864 году, работая в Университетском колледже, он опубликовал книгу «Lessons in elementary botany : the part of systematic botany based upon material left in manuscript by the late Professor Henslow». Эта книга переиздавалась по крайней мере до 1891 года, вторая её редакция вышла в 1869 году, третья — в 1878 году.
Оливер принимал участие в работе над несколькими томами «Hooker’s Icones Plantarum» в 1890—1895 годах.
Дэниел Оливер умер 21 декабря 1916 года в Лондоне.

## Работы
- «Flora of tropical Africa», Vol.1 1868; Vol.2 1871; Vol.3 1877
- «Lessons in Elementary Botany», 1888
- «First book of Indian botany», 1907

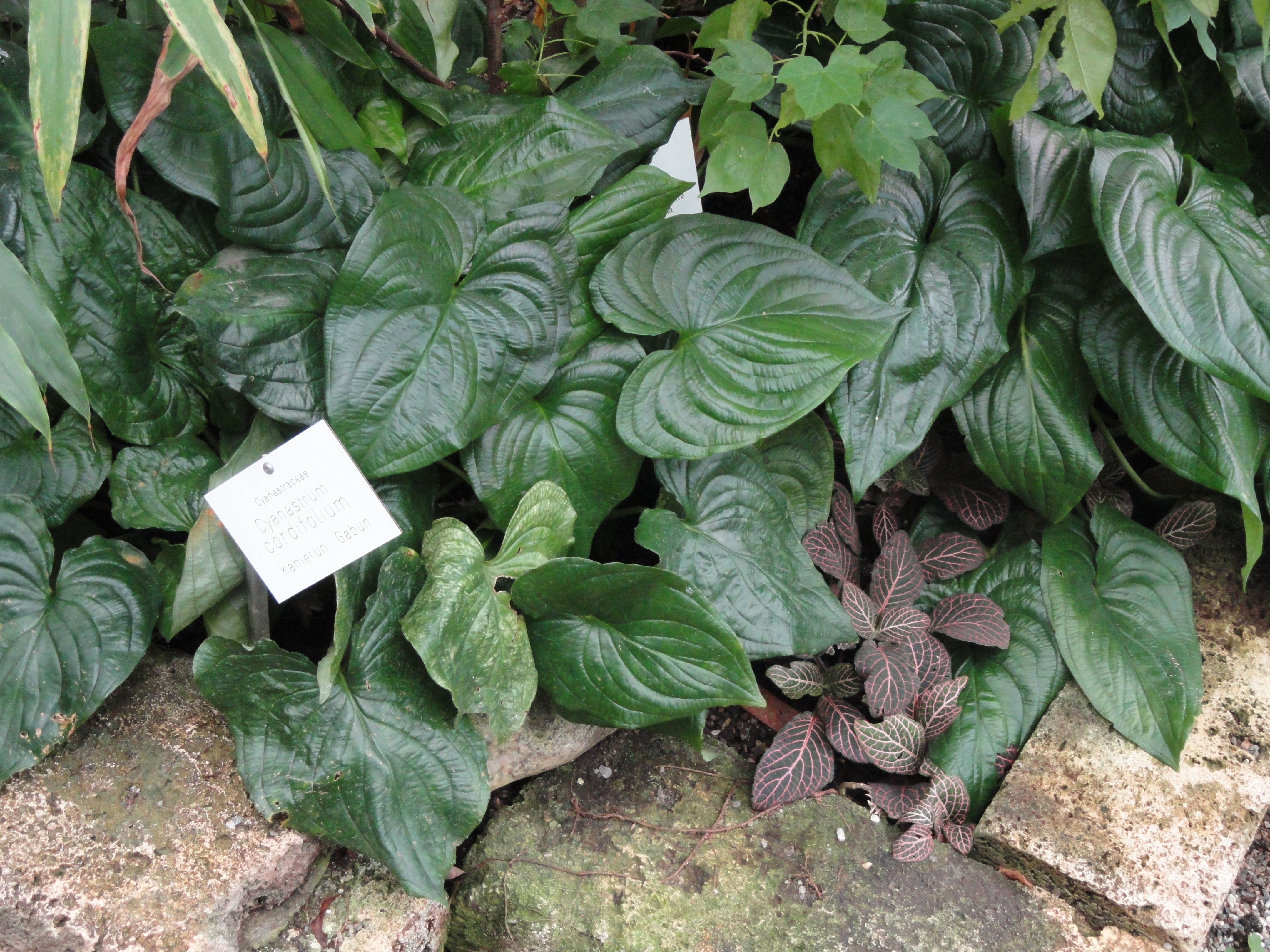
Cyanastrum cordifolium Oliv. (1891)